# لیزاردا (برزیل)
لیزاردا (به پرتغالی: Lizarda) یک منطقهٔ مسکونی در برزیل است که در توکانتینس واقع شده‌است. لیزاردا ۳٬۷۳۳ نفر جمعیت دارد.